# Súdwest-Fryslân
Súdwest-Fryslân (en néerlandais : Zuidwest-Friesland) est une commune néerlandaise de la province de Frise. Son chef-lieu est la ville de Sneek.

## Géographie

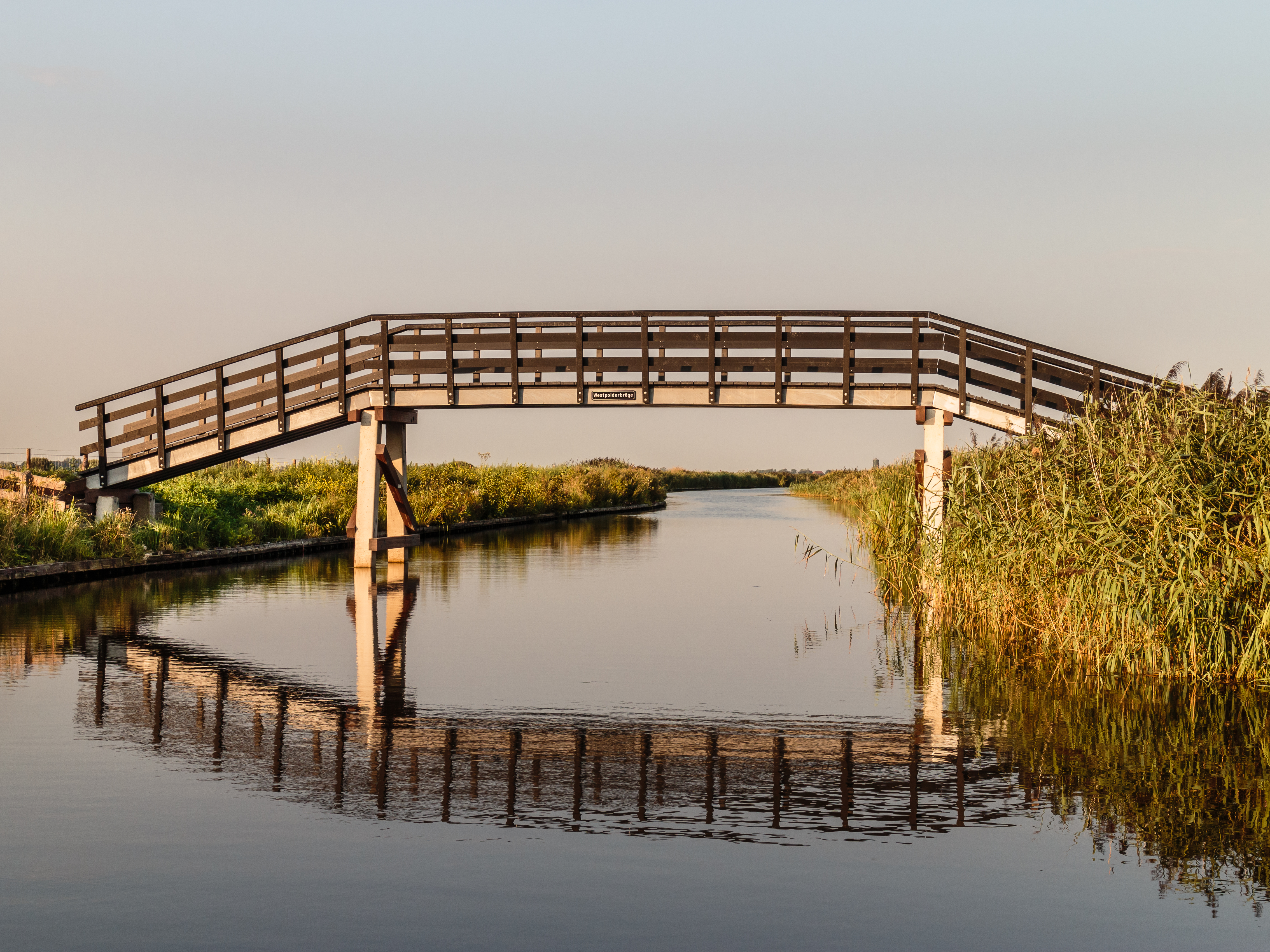
Westpolderbrêge, un nouveau pont - en aout 2020 - sur la Broeresleat, à Súdwest-Fryslân.

Couvrant la plus grande partie du sud-ouest de la province de Frise, la commune est baignée à la fois par l'IJsselmeer, à l'ouest, et la mer des Wadden, au nord-ouest, ces deux étendues d'eau étant séparée par l'Afsluitdijk (« digue de fermeture ») dont une partie se trouve sur le territoire de la commune. Avec une superficie de 841,56 km², dont 459,64 km² de terres, elle est la plus vaste commune de Frise. Elle est limitrophe des communes d'Harlingen, Franekeradeel et Littenseradiel au nord, Leeuwarden au nord-est et De Fryske Marren au sud et au sud-est.

## Toponymie
Le nom de la commune en frison, comme son nom néerlandais de Zuidwest-Friesland signifie « Frise du sud-ouest » en raison de sa situation géographique.

## Villes et villages
Súdwest-Fryslân comprend six des onze villes frisonnes et 68 villages.
| Nom en néerlandais | Nom en frison occidental |
| ------------------ | ------------------------ |
| Abbega             | Abbegea                  |
| Allingawier        | Allingawier              |
| Arum               | Arum                     |
| Blauwhuis          | Blauhús                  |
| Bolsward           | Boalsert                 |
| Breezanddijk       | Breesândyk               |
| Burgwerd           | Burchwert                |
| Cornwerd           | Koarnwert                |
| Dedgum             | Dedzjum                  |
| Deersum            | Dearsum                  |
| Exmorra            | Eksmoarre                |
| Ferwoude           | Ferwâlde                 |
| Folsgare           | Folsgeare                |
| Gaast              | Gaast                    |
| Gaastmeer          | De Gaastmar              |
| Gauw               | Gau                      |
| Goënga             | Goaiïngea                |
| Greonterp          | Greonterp                |
| Hartwerd           | Hartwert                 |
| Heeg               | Heech                    |
| Hemelum            | Himmelum                 |
| Het Heidenschap    | It Heidenskip            |
| Hichtum            | Hichtum                  |
| Hieslum            | Hieslum                  |
| Hindeloopen        | Hylpen                   |

| Nom en néerlandais | Nom en frison occidental |
| ------------------ | ------------------------ |
| Hommerts           | De Hommerts              |
| Idsegahuizum       | Skuzum                   |
| Idzega             | Idzegea                  |
| IJlst              | Drylts                   |
| IJsbrechtum        | Ysbrechtum               |
| Indijk             | Yndyk                    |
| Jutrijp            | Jutryp                   |
| Kimswerd           | Kimswert                 |
| Kornwerderzand     | Koarnwertersân           |
| Koudum             | Koudum                   |
| Koufurderrige      | Koufurderrige            |
| Loënga             | Loaiïngea                |
| Lollum             | Lollum                   |
| Longerhouw         | Longerhou                |
| Makkum             | Makkum                   |
| Molkwerum          | Molkwar                  |
| Nijhuizum          | Nijhuzum                 |
| Nijland            | Nijlân                   |
| Offingawier        | Offenwier                |
| Oosthem            | Easthim                  |
| Oppenhuizen        | Toppenhuzen              |
| Oudega             | Aldegea                  |
| Parrega            | Parregea                 |
| Piaam              | Piaam                    |
| Pingjum            | Penjum                   |

| Nom en néerlandais | Nom en frison occidental |
| ------------------ | ------------------------ |
| Poppingawier       | Poppenwier               |
| Rauwerd            | Raerd                    |
| Sandfirden         | Sânfurd                  |
| Scharnegoutum      | Skearnegoutum            |
| Schettens          | Skettens                 |
| Schraard           | Skraard                  |
| Sijbrandaburen     | Sibrandabuorren          |
| Smallebrugge       | Smelbrêge                |
| Sneek              | Snits                    |
| Stavoren           | Starum                   |
| Terzool            | Tersoal                  |
| Tirns              | Turns                    |
| Tjalhuizum         | Tsjalhuzum               |
| Tjerkwerd          | Tsjerkwert               |
| Uitwellingerga     | Twellingea               |
| Warns              | Warns                    |
| Westhem            | Westhim                  |
| Witmarsum          | Wytmarsum                |
| Wolsum             | Wolsum                   |
| Wons               | Wûns                     |
| Workum             | Warkum                   |
| Woudsend           | Wâldsein                 |
| Ypecolsga          | Ypekolsgea               |
| Zurich             | Surch                    |

## Histoire
La commune est créée le 1er janvier 2011 par la fusion des communes de Bolsward, Nijefurd, Sneek, Wûnseradiel et Wymbritseradiel.
Le 1er janvier 2014, son territoire s'est agrandi des villages de Dearsum, Poppenwier, Raerd, Sibrandabuorren et Tersoal, issus de la commune de Boarnsterhim, dissoute à la même date.
Le 1er janvier 2018, une partie de la commune de Littenseradiel est rattachée à Súdwest-Fryslân, le reste à Leeuwarden et Waadhoeke.

## Politique et administration

### Administration municipale
| Période           | Période           | Identité              | Étiquette | Qualité         |
| ----------------- | ----------------- | --------------------- | --------- | --------------- |
| 1er janvier 2011  | 31 décembre 2017  | Haijo Apotheker       | D66       | Intérim en 2011 |
| 1er janvier 2018  | 26 septembre 2018 | Magda Berndsen        | D66       | Intérim         |
| 27 septembre 2018 | en cours          | Jannewietske de Vries | PvdA      |                 |

## Population et société

### Démographie
Au 1er janvier 2014, la population de la commune s'élevait à 84 258 habitants.